# Milan Nedeljković
Milán Nedelkovic (Милан Г. Недељковић en serbio) (9 de septiembre de 1857 - 21 de febrero de 1950), fue el primer profesor de astronomía y meteorología en la Escuela Superior de Belgrado, fundador y primer director del Observatorio Astronómico y Meteorológico de Belgrado. 

## Biografía
Nedelkovic nació en Belgrado, primero de los ocho hijos de Grigor, un próspero sastre, y de Alexandra. Fue un estudiante destacado, graduándose con honores en física. En la universidad fue aceptado de inmediato como profesor en prácticas de física y de matemáticas. A propuesta de Josif Pančić recibió una beca para continuar su educación en París. Cursó matemáticas en la Universidad de París y física en la Universidad de Francia.
Después de cinco años de formación en París, regresó a Belgrado como graduado en matemáticas, física, astronomía, meteorología, mecánica de precisión y sismología. Accedió a la cátedra de astronomía y meteorología de la nueva Escuela Superior, requiriendo de inmediato al Gobierno del Reino de Serbia que se habilitaran los fondos necesarios para la construcción de un observatorio, a su vez estación meteorológica central.
Por fin, en el año 1887 pudo fundar el Observatorio de Belgrado, que a principios del siglo XX realizó las primeras mediciones sísmicas y geomagnéticas en Serbia. Fue director del observatorio hasta su jubilación en 1924.
Una obra importante de Nedelkovic después de la Primera Guerra Mundial fue la obtención del suministro de los instrumentos y accesorios necesarios para que el renovado Observatorio Astronómico de Belgrado comenzase a operar en el año 1932. Los telescopios Zeiss se consiguieron en 1922, enviados desde Jena a Belgrado como reparación de guerra alemana a Serbia tras la Primera Guerra Mundial.
Durante toda su carrera disfrutó del apoyo de su esposa Tomanija (1866-1959), procedente de una culta y rica familia. A lo largo de su vida, no dudó en utilizar sus fondos personales para el desarrollo de sus tareas científicas.

## Enlaces
1. ↑  El telescopio más antiguo de Serbia ("Politika" 30 de agosto de 2012), Consultado el 12 de abril de 2013.